# Teja Gregorin

. 
Teja Gregorin, född 29 juni 1980 i Ljubljana, är en slovensk skidskytt. Gregorin har tillhört Sloveniens skidskyttelandslag sedan 2002 och tävlat i världscupen sedan 2003. Innan tävlade hon i längdskidor. Vid VM 2009 nådde hon sin största framgång då hon vann silver i distanstävlingen. Hon vann även ett brons i jaktstart vid olympiska vinterspelen 2014 i Sotji.